# هارون بانك
هارون بانك (بالإنجليزية: Aaron Bank)‏ هو عسكري أمريكي، ولد في 23 نوفمبر 1902 في نيويورك في الولايات المتحدة، وتوفي في 1 أبريل 2004 في دانا بوينت في الولايات المتحدة.

## وصلات خارجية
- هارون بانك على موقع الموسوعة البريطانية (الإنجليزية)